# 高瀬一太郎
高瀬 一太郎（たかせ いちたろう、1929年（昭和4年）8月9日 - 2010年（平成22年）9月11日）は、昭和から平成時代前期の政治家。埼玉県加須市長。加須市名誉市民。

## 経歴
埼玉県北埼玉郡加須町（現加須市）出身。東京農業大学専門部卒業。埼玉県農業振興公社理事長、加須市助役を経て、1994年（平成6年）加須市長に当選した。2006年（平成18年）12月、加須市名誉市民に推挙された。2008年、旭日小綬章受章。没後叙従五位。